# Siège de Chencang
Batailles
Bataille de Xincheng - Révolte de Tianshui - Bataille de Jieting - Siège de Chencang - Bataille de Jianwei - Bataille du mont Qi - Bataille des plaines de Wuzhang
Le siège de District de Chencang est la seconde expédition nordique organisée par Zhuge Liang, ministre du royaume du Shu, pour envahir le royaume du Wei. Cette expédition prend place durant la période des trois royaumes et se transforme rapidement en un siège interminable de la forteresse de Chencang. Ce siège dure de décembre 228 jusqu'au début de l'année 229 et se conclut par une retraite de l'armée du Shu.

## Situation avant la bataille
En 228, après sa défaite face au royaume du Wu à la bataille de Shixing, le Wei renforce ses défenses à l'est, en prélevant des troupes à l'ouest. Zhuge Liang, le régent du royaume du Shu, voit dans ces mouvements de troupes une opportunité pour envahir le Wei.
Au même moment, Cao Zhen, le général en chef de l'armée du Wei, a l'intuition que le Shu va profiter de la situation pour passer à l'attaque. En effet, la même année, le Wei a déjà repoussé la première expédition nordique, et Zhuge Liang n'est pas du genre à rester sur une défaite. Cao Zhen donne donc l'ordre à Hao Zhao de fortifier la place de Chencang, pour rassurer Cao Rui, le jeune empereur du Wei, quant à l'éventualité d'une invasion du Shu. Cependant, Hao Zhao n'a que 1 000 hommes à sa disposition pour s’acquitter de cette tâche.

## La bataille

### Préparatifs
À la suite de ses échecs au mont Qi et à Jieting, Zhuge Liang change de plan et, comme prévu par Cao Zhen, décide d'attaquer Chencang. Après une préparation minutieuse, Zhuge part au combat avec une armée forte de 100 000 hommes et de nombreuses machines de siège. Bien que certains officiers, dont Wei Yan, lui suggèrent une autre route, Zhuge Liang préfère passer par la vallée de Jialing. En effet, cette vallée débouche plus au nord, là où la rivière Wei passe très près de Chencang, qui, pour Zhuge, n'est qu'un premier pas sur la route vers la ville de Chang'an.
L'armée du Shu arrive à la forteresse de Chencang en décembre 228, alors que la ville semble mal défendue, Cao Zhen n'ayant alors envoyé aucun renfort à Hao Zhao. Après avoir complètement encerclé la ville, Zhuge Liang envoie Jin Xiang, un ami personnel de Hao Zhao, pour convaincre ce dernier de se rendre et de rejoindre les rangs du Shu. Lors de leur première rencontre, Hao Zhao ne veut rien savoir et se contente de répondre : "Tu connais la loi du Wei et tu me connais. J'ai trop reçu de mon pays et je ne peux pas abandonner ma famille. N'en dis pas plus, je mourrai en défendant cette ville. Jin rentre au camp et rapporte sa conversation à Zhuge Liang, qui lui donne l'ordre de faire une ultime tentative de négociation. Une fois devant les portes de la ville, Jin Xiang lance à Hao Zhao: "Notre armée est puissante, alors que tu n'as qu'un petit détachement; que t'apportera une mort inutile?". En guise de réponse, Hao Zhao encoche une flèche sur son arc et lance "Je n'ai pas changé d'avis sur ce que je t'ai dit. Et si je te connais, ce n'est pas le cas de ma flèche!" Après cette réplique, Zhuge Liang se résout à lancer l'assaut

### Le siège
La situation est compliquée pour Hao Zhao, qui se retrouve à devoir repousser un siège mené par une armée de 100 000 hommes, avec seulement 1 000 soldats sous ses ordres. Lors de la première attaque, les troupes du Shu tentent de prendre la ville en escaladant les murailles avec des échelles, mais se heurtent à une véritable pluie de flèches enflammées, qui brûlent le matériel d'escalade et déciment les hommes. Sans perdre de temps, Zhuge Liang contre-attaque en faisant avancer ses béliers pour percer les murailles. Une fois de plus, Hao Zhao réplique immédiatement, en faisant rouler de lourdes pierres sur l'ennemi, qui détruisent les béliers du Shu. Stupéfait par la rapidité de réaction et la détermination de Hao, Zhuge Liang stoppe l'assaut et réfléchit à une nouvelle tactique.
Il voit très vite que les douves de la forteresse rendent difficile l’accès aux murs et gênent l'utilisation des tours de siège qui doivent être collées aux murs pour être efficaces. Il fait donc combler ces douves et avancer les tours par la suite. Au début, tout se passe bien, les soldats du Shu prennent le contrôle des remparts sans problème, avant de rentrer dans la cité. Malheureusement pour eux, Hao Zhao n'était pas resté inactif pendant les préparatifs de Zhuge liang et avait fait édifier une seconde muraille, à l'intérieur de la cité, en retrait de la première. Piégés entre les deux murailles, et sans aucun matériel pour prendre d'assaut la seconde, les soldats du Shu deviennent des cibles idéales pour les archers de Hao et se font massacrer.
Après ce nouvel échec, Zhuge Liang change d'approche, arrête de se reposer sur ses machines de siège et demande à ses soldats de creuser des tunnels sous les fortifications ennemies. En général, ce genre de technique vise à saper les fondations des fortifications, pour provoquer leur effondrement et offrir aux assiégeants une voie d’accès à l'intérieur de la ville. Zhuge avait une autre idée en tête : il voulait créer des passages souterrains, pour permettre à son armée d'arriver directement au cœur de la cité, et ainsi prendre Hao Zhao par surprise. Le gros point faible de cette tactique est que l'ennemi peut annihiler l'assaillant en l'enterrant vivant, simplement en creusant de nouveaux tunnels coupant la route des premiers. Et c'est exactement ce que Hao Zhao a fait.
La lutte entre les deux camps dure 20 jours, nuit et jour, sans que les tactiques de Zhuge Liang ne lui permettent de venir à bout de son ennemi.
Alors qu'à Chencang la bataille fait rage, à Luoyang, la capitale du Wei, l'empereur Cao Rui appelle auprès de lui le général Zhang He, un vétéran de nombreuses campagnes. Cao Rui veut mettre au point un plan pour contrer l'invasion du Shu et, preuve de la gravité de la situation, va au devant de Zhang en le rejoignant au Henan, au lieu de l'attendre à la capitale. L'empereur met Zhang à la tête d'une troupe de 30 000 hommes, renforcée de plusieurs membres de la garde de l'empereur, qui doivent servir de gardes du corps au général. Alors que Cao Rui s’inquiète de la possibilité que les renforts arrivent trop tard, Zhang He le tranquillise en lui répondant "Zhuge Liang aura certainement battu en retraite avant même que j'arrive à Chencang, car selon mon estimation, il ne doit lui rester au maximum que 10 jours de rations." Après cette réponse, il lève le camp et part avec ses troupes pour Nanzheng, avançant nuit et jour, sans se reposer.
Conformément aux prédictions de Zhang, Zhuge Liang ordonne le repli dès qu'il apprend l'approche des renforts, n'ayant plus assez de vivres et de fournitures pour combattre l'armée en approche, tout en continuant de soutenir le siège. Apprenant la nouvelle, Cao Rui fait revenir Zhang He à Luoyang et lui donne le grade de "général de chars et de cavalerie qui font les campagnes de l'Ouest" (征西車騎將軍).
Le seul échec notable du Wei lors de ce siège fut celui du général Wang Shuang. Lors du repli du Shu, il se lança avec ses cavaliers à la poursuite de l'ennemi, jusqu'à arriver aux monts Qinling. Là, il fut tué avec ses hommes, lors d'une embuscade tendue par Zhuge Liang.

## Conséquences de la bataille
Après une telle victoire, Hao Zhao devient instantanément célèbre et un décret impérial le gratifie du titre de Marquis. Cao Rui le fait venir à Luoyang, la capitale du Wei, pour le féliciter chaleureusement. Toutefois, Hao n’aura pas le temps de profiter de sa nouvelle situation, car il tombe malade et meurt durant son séjour à la capitale.